# Peter Smithson

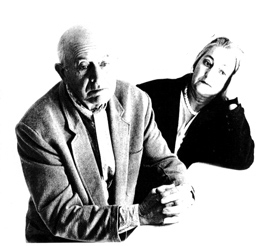
Peter und Alison Smithson

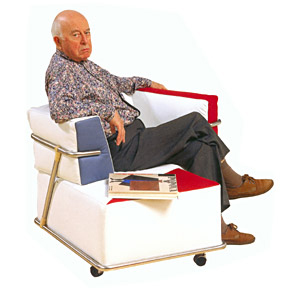
Peter Smithson in dem von ihm entworfenen Popova-Sessel

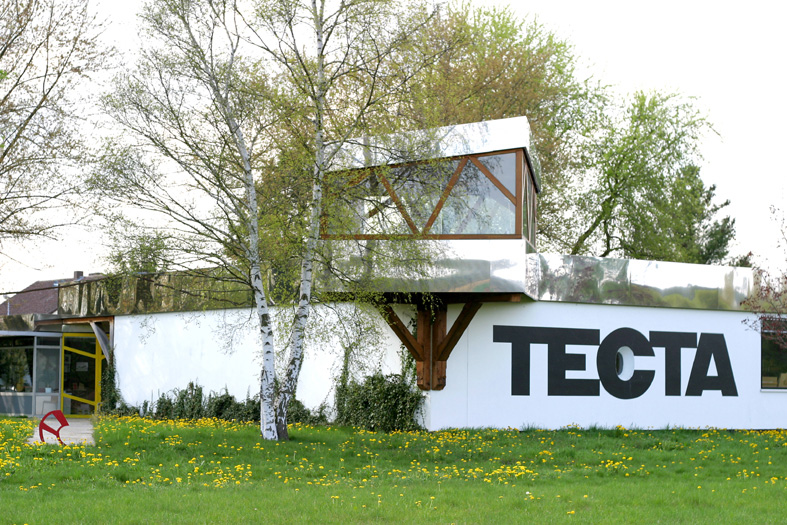
Panorama-Ausguck am Firmengebäude von TECTA, Teil ihrer „TECTA-Landscape“

Peter Smithson (* 18. September 1923 in Stockton-on-Tees; † 3. März 2003 in London) war ein britischer Architekt.

## Leben
Peter und Alison Smithson lernten sich während des Studiums an der University of Durham kennen und heirateten 1949. 1950 gründeten sie ihr Architekturbüro APS in London, das sie bis zum Tod von Alison Smithson 1993 gemeinsam leiteten.

## Werk
1953 waren sie maßgeblich an der Gründung des Team X beteiligt, das seine erste Zusammenkunft während des Architekturkongresses CIAM IX hatte, von dem sie sich kritisch absetzten. Ebenfalls von ihnen mitbegründet wurde die Architekturströmung des Brutalismus (Englisch „new brutalism“).
Nach 1972 erlitt ihr Ansehen erheblichen Schaden, als sich der Wohnkomplex Robin Hood Gardens sowohl als technisches als auch soziales Desaster erwies. Ihr für lange Zeit einziges größeres Projekt nach „Robin Hood Gardens“ sind einige Gebäude für die Universität von Bath, die sie in den achtziger Jahren realisierten. Ihre Bedeutung blieb auf ihre Tätigkeit als Lehrende und Theoretiker beschränkt, was ihrem eigenen Anspruch widersprach, in erster Linie praktizierende Entwerfer, und erst in zweiter Linie Theoretiker zu sein.
Von 1993 bis 2002 wurde von ihnen das so genannte „Hexenhaus“, das Wohnhaus von Axel Bruchhäuser in Bad Karlshafen, Hessen, umgebaut und erweitert. Parallel gestalteten sie durch architektonische und landschaftsplanerische Umbauten das Firmengelände des Möbelproduzenten TECTA. Das letzte große Werk von Peter Smithson, nach dem Tod seiner Frau 1993, sind die Entwürfe zum Neubau des Kragstuhlmuseum/TECTA-Archiv Lauenförde, dessen Einweihung im Jahr 2003 er nicht mehr selbst erlebte.

## Schriften
- Peter Smithson, Karl Unglaub: Flying Furniture. Verlag Walther König, Köln 2000. ISBN 3-88375-405-6
- Peter Smithson, Hans Ulrich Obrist: Smithson Time. A Dialogue / Ein Gespräch. König, Köln 2000, ISBN 3-88375-465-X.